# Prix Norbert-Wiener pour les mathématiques appliquées
Le prix Norbert-Wiener pour les mathématiques appliquées est une récompense de 5 000 dollars US donnée tous les trois ans pour une contribution remarquable dans le domaine des mathématiques appliquées. Fondé en 1967 en l'honneur du mathématicien américain Norbert Wiener, ce prix est remis conjointement par l'American Mathematical Society (AMS) et la Society for Industrial and Applied Mathematics (SIAM).

## Lauréats
- 1970 : Richard Bellman
- 1975 : Peter D. Lax
- 1980 : Tosio Kato et Gerald Whitham
- 1985 : Clifford Gardner
- 1990 : Michael Aizenman et Jerrold Marsden
- 1995 : Hermann Flaschka et Ciprian Foias
- 2000 : Alexandre Chorin et Arthur Winfree[1]
- 2004 : James Sethian[2]
- 2007 : Craig Tracy et Harold Widom
- 2010 : David Donoho
- 2013 : Andrew Majda
- 2016 : Constantine Dafermos
- 2019 : Arkadi Nemirovski
- 2022 : Eitan Tadmor